# Santa Eulàlia de Pardines
Santa Eulàlia de Pardines és una església amb elements neoclàssics i barrocs de Prats de Lluçanès (Lluçanès) inclosa a l'Inventari del Patrimoni Arquitectònic de Catalunya.

## Descripció

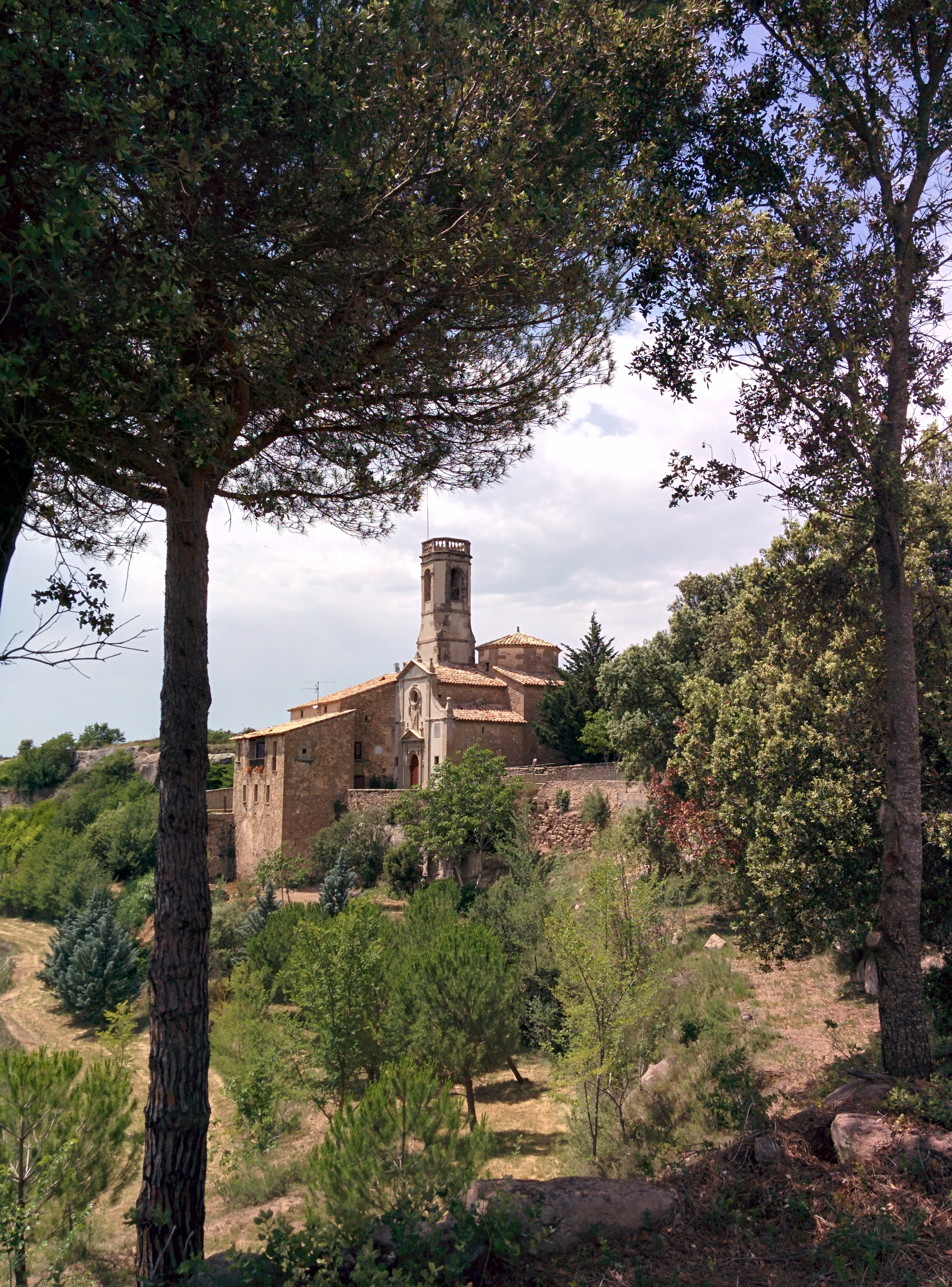

Església feta de grans carreus de pedra sense escairar i després arrebossada. Destaca la torre del campanar de secció poligonal i rematada per una balustrada. El creuer està cobert amb una torre octogonal. La portada és d'estil neoclàssic, el centre d'atenció és la porta d'arc de mig punt flanquejada per unes pilastres que sostenen un arquitrau motllurat i un frontó triangular. A sobre hi ha l'escut de Santa Eulàlia, la palma de màrtir i la creu del martiri. Encara a sobre, trobem un òcul envoltat d'una motllura d'una garlanda. La façana es remata amb un frontó triangular. En aquesta façana hi trobem inscrita la data de 1794 i a la façana lateral, a la part del darrere de la casa dels ermitans, hi veiem a la data de 1766, juntament amb una inscripció "fet per Josep Eures".

## Història
Santa Eulàlia està situada dins de l'antic terme d'Oristà i tingué des de molt aviat funcions parroquials. La primera referència la trobem al 915 amb relació a les terres del castell d'Oristà. L'any 1053 es documenta com a parròquia, mentre que el 1074 es feu una deixa per a l'obra del temple. Del temple primitiu no queda res i del 1790 al 1792 es construí el temple actual.
Des del segle xv tingué com a filials les parròquies de Sant Vicenç de Prats i de Sant Andreu de Llanars, que s'independitzaren el 1787. Al seu interior hi ha pintures de Ramon Noé i Antoni Cortada.